# Dunkel
Munich Dunkel ou Dunkel é um estilo de cerveja tradicional de Munique, Alemanha. De cor cobre profundo a marrom escuro, frequentemente com um tom vermelho ou granada.
Mesmo que tenha sido originado em Munique, este estilo ficou muito popular em toda Baviera (especialmente na Francônia) . Estilo clássico de lager castanha de Munique que se desenvolveu como uma cerveja escura e com mais ênfase no malte, em parte por causa da água com quantidades moderadas de carbonatos.
Versões não filtradas da Alemanha podem ter gosto como de pão líquido, com uma riqueza terrosa e de  levedura não encontrada nas dunkels filtradas que são exportadas.
A palavra dunkel significa escuro, no idioma alemão, indicando então que se trata de uma cerveja escura. Embora utilize malte torrado, não costuma ter odor e paladar residual da queima do malte, apresentando apenas pequenos traços de torrefação no sabor. Deve ser degustada a uma temperatura entre 3 a 5°C. Dentre as Dunkel fabricadas no Brasil podem ser citadas as da cervejaria Eisenbahn, da Bierbaum, Rasen Bier e da Heil Beer.
Normalmente essa bebida se enquadra na categoria das lagers escuras, uma vez que é utilizada a mesma técnica de produção das lagers convencionais, modificando apenas o tipo de malte, que é levemente torrado. Entretanto, a mesma técnica pode ser aplicada na produção de cervejas dunkel compostas exclusivamente de maltes de trigo (weissbier). Nesse caso também podem receber a denominação de dunkel weizen.

## Exemplos de cervejas do tipodunkel
- STAFF BEER Munich Dunkel
- Andechser Dunkel
- Ayinger Altbairisch Dunkel
- Löwenbräu Dunkel
- Hacker-Pschorr Münchner Dunkel
- Hofbräu München Dunkel
- Edelbrau Dunkel
- Eisenbahn Dunkel
- Erdinger Dunkel
- Franziskaner Hefe-Weisse Dunkel
- Paulaner Original Münchner Dunkel
- Spaten München Dunkel
- Therezopolis Ebenholz
- Warsteiner Premium Dunkel
- Therezõpolis Ebenholz Münchner Dukel
- Abadessa Dunkles
- Heil Beer Dunkel Coffee Beer